# 岩田ガンタ康彦
岩田 ガンタ康彦（いわたガンタやすひこ、1962年12月7日 - ）は、日本のミュージシャン、ドラマー。福井県出身。

## 略歴
10歳からエレクトーンを習い始め、高校時代にはバンドを組みキーボードを担当していたが、19歳でドラムに転向する。そうる透、つのだ☆ひろに師事し、1989年「ドラゴンボールZヒット曲集2」でレコーディングデビュー。また当時からドラゴンボールZの主題歌を歌っていた影山ヒロノブのライブやレコーディングにも数多く参加し、現在では影山のバックバンドの一員として欠かせない存在になっている。
1998年、個人レッスン制の音楽教室を設立。2001年からはキッズステーションで放送されているアニぱら音楽館のバンドメンバーとしてレギュラー出演している。
近年は野川さくら、茅原実里、栗林みな実、GRANRODEO、MOSAIC.WAV、飛蘭などのレコーディングやライブに参加。またパーカッショニストとして遠藤正明、JAM Project、美郷あきなどの作品にも参加している。
茅原についてはファンクラブの会員(会員番号00011)でもあり、個人的にライブを見に行くこともある。また茅原からは「ガンちゃん」と呼ばれている。

## 演奏参加作品
2010年
- Sing All Love
  - 書きかけのDesttiny
  - Perfect energy
  - sing for you
- Freedom Dreamer
  - Freedom Dreamer
  - Best mark smile
  - 夏色華日

2011年
- TERMINATED
  - 巡り逢い 〜かけがえのないもの〜

2012年
- D-Formation
  - 夢のmirage

## 出演

### ライブ公演
2007年
- i melody 〜Minori Chihara Birthday Live 2007〜[2]

2008年
- Minori Chihara 1st Live Tour 2008 〜Contact〜[3]

2009年
- Minori Chihara Live Tour 2009 〜Parade〜[4]
- Minori Chihara Live 2009 "SUMMER CAMP"[5]
- Minori Chihara Live 2009 Final[6]
- Minori Chihara Countdown Live 2009-2010[6]

2010年
- Minori Chihara Live Tour 2010 〜Sing All Love〜[7]
- Minori Chihara Live 2010 "SUMMER CAMP 2"[8]

2011年
- Minori Chihara Live Tour 2011 〜Key for Defection〜[9]
- Minori Chihara Live 2011 "SUMMER CAMP 3"[10]
- Minori Chihara Acoustic Live 2011
- Minori Chihara Live 2011 Final[11]
- Minori Chihara Countdown Live 2011-2012[11]

2012年
- CMB 1st LIVE 〜SOUND MAJESTY〜[12]
- アニメロミックス Presents Minori Chihara Birthday Live 2012 supported by JOYSOUND[13]

### CD
- Minori Chihara Live Tour 2011 〜Key for Defection〜 LIVE CD+PHOTO BOOK

### DVD、Blu-ray Disc
2009年
- Message 02
- Minori Chihara Live Tour 2009 〜Parade〜 LIVE DVD/Blu-ray

2010年
- Minori Chihara Live 2009 "SUMMER CAMP" LIVE DVD/Blu-ray[注 1]
- Message 03
- Minori Chihara Live Tour 2010 〜Sing All Love〜 LIVE DVD/Blu-ray

2011年
- Minori Chihara Live 2010 "SUMMER CAMP 2" LIVE DVD/Blu-ray

2012年
- Minori Chihara Acoustic Live 2011 LIVE DVD/Blu-ray[注 2]
- CMB 1st LIVE 〜SOUND MAJESTY〜 LIVE Blu-ray
- Message 04
- Minori Chihara Live 2011 "SUMMER CAMP 3" LIVE Blu-ray